# Quirat (unitat)
|  | Per a altres significats, vegeu «quirat (unitat de puresa)». |

En joieria, el quirat és una unitat de massa utilitzada per a les gemmes que equival a 1/140 d'unça, a 1/2240 de lliura, o a 202,83 mil·ligrams. El mot prové del grec antic κεράτιον (keration), a través de l'àrab: qīrāṭ(قيراط), que significa garrofer, ja que les llavors del seu fruit, de pes força uniforme, s'utilitzaven en l'antiguitat per a pesar joies i gemmes.
L'any 1907, la 4a Conferència General de Pesos i Mesures va definir el quirat mètric com a 200 mil·ligrams.
La base del quirat és la llavor de la garrofa, el garrofí. Hi ha diversos termes equivalents:
- 1 keration grec = 1 siliqua romana = 1 qīrāṭ àrab = 1 garrofí català = 1 quirat modern (abans del quirat mètric)